# Panellus ligulatus
Panellus ligulatus är en svampart som beskrevs av E. Horak 1983. Panellus ligulatus ingår i släktet Panellus och familjen Mycenaceae.   Inga underarter finns listade i Catalogue of Life.